# Serres royales de Laeken
Pour les articles homonymes, voir Laeken (homonymie).

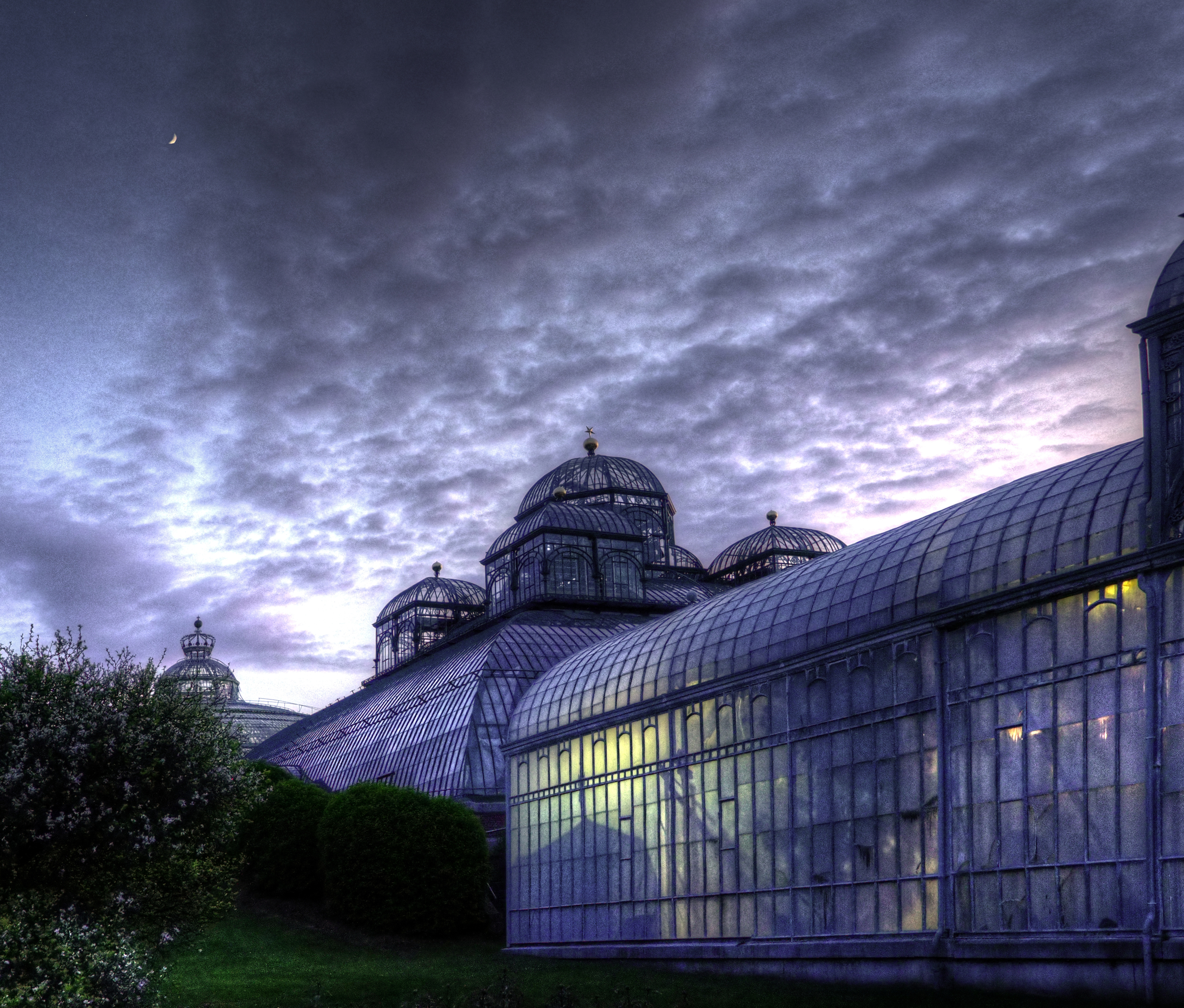
Les serres royales de nuit.

Les serres royales de Laeken (en néerlandais : Koninklijke Serres van Laken) sont une construction architecturale composée de métal et de verre, réalisée par l'architecte Alphonse Balat dans le parc attenant au château royal de Laeken (Bruxelles) à l'initiative du roi Léopold II.

## Histoire
Les serres comptent parmi les principaux monuments du XIXe siècle en Belgique. Elles ont été entièrement édifiées en métal et en verre, ce qui représentait pour l’époque une innovation spectaculaire tout comme le Crystal Palace (édifié à Londres par l'architecte Joseph Paxton en 1851).
En 1873, l'architecte Alphonse Balat conçoit pour le roi Léopold II, grand amateur de plantes et de fleurs (particulièrement les camélias dont il rapportait régulièrement de nouvelles variétés lors de ses voyages), un complexe de serres en relation avec le château de Laeken.
Ce complexe revêt l'apparence d'une ville de verre implantée dans un paysage vallonné. Il est caractérisé par des pavillons monumentaux, des coupoles de verre, des larges galeries qui parcourent le terrain comme des rues couvertes.
Les serres ont surtout inspiré la nouvelle architecture belge de cette époque. Leur rayonnement s'est propagé, avec l'Art nouveau, à travers le monde entier.
L'ouverture au public pendant seulement deux ou trois semaines chaque année, toujours au printemps, est l'occasion de découvrir un des monuments les plus remarquables du patrimoine belge et d'y admirer les collections de plantes et de fleurs exotiques dont certaines ont été ramenées des expéditions au Congo pour Léopold II.
Depuis 2021, un nouveau système de chauffage du domaine royal de Laeken est entré en fonctionnement : le nouveau réseau est directement connecté à l'incinérateur de Neder-over-Heembeek par 4,5 km de tuyaux souterrains permettant d'exporter la chaleur résiduelle dégagée par l'incinérateur vers le domaine royal et d'ainsi chauffer les serres et les bâtiments. 

## Galerie

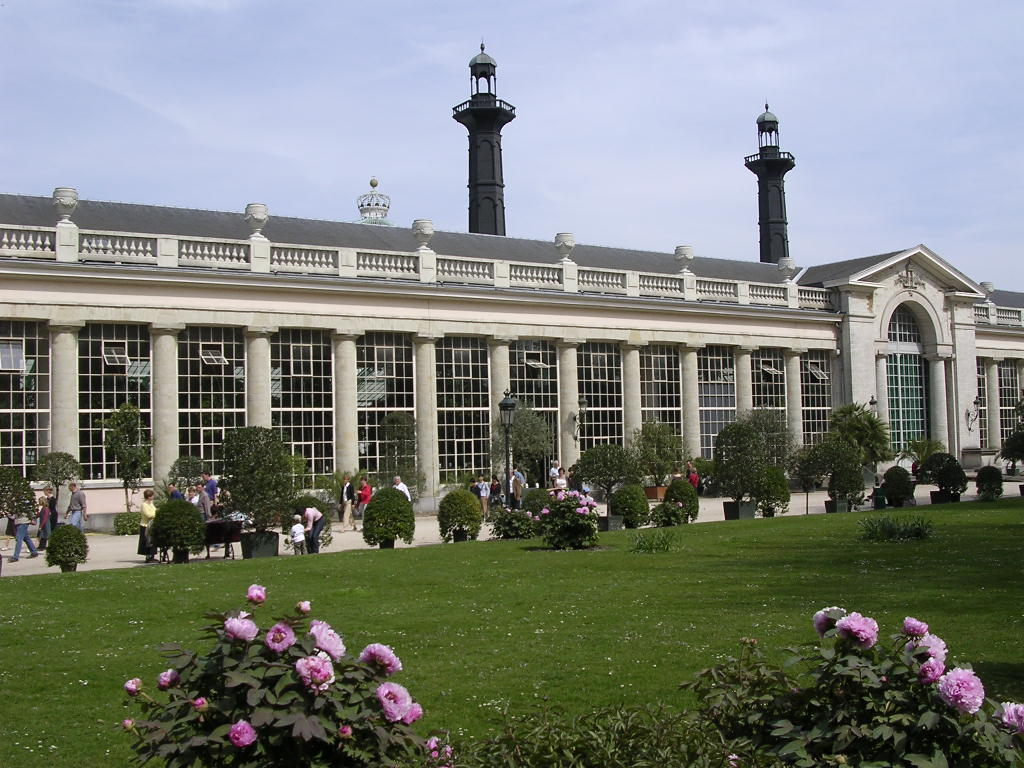
Orangerie
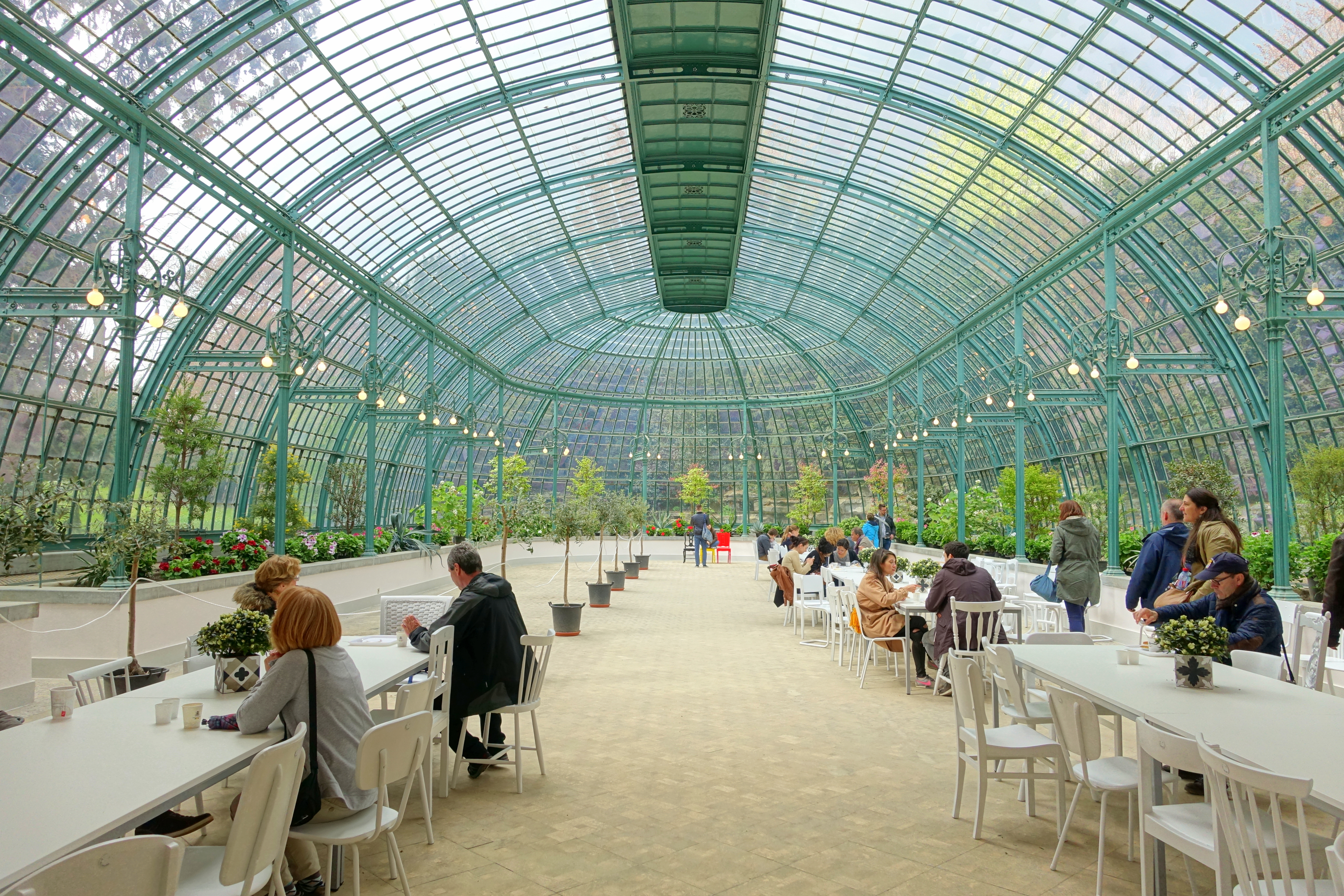
Intérieur de l'Orangerie
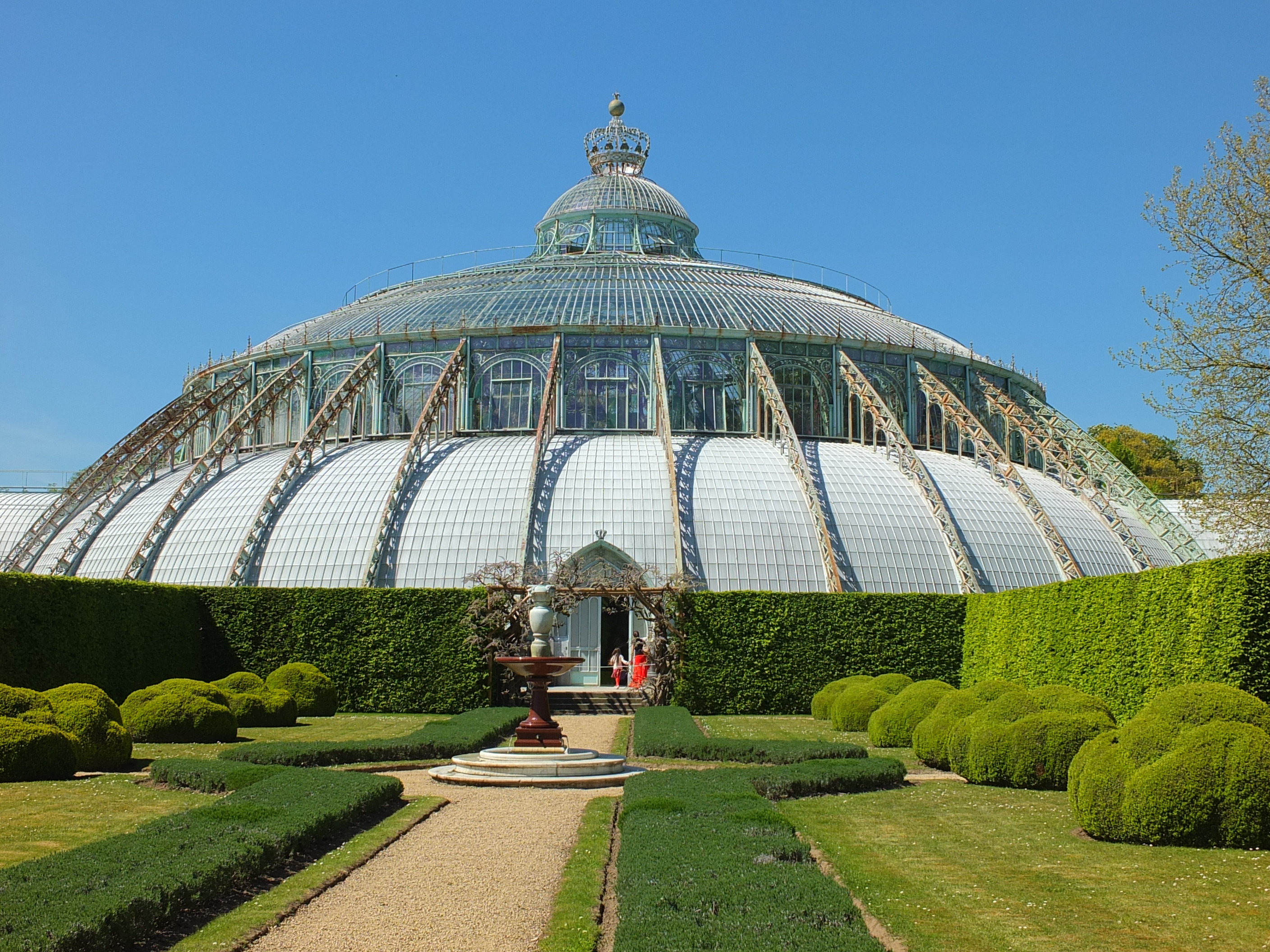
Jardin d'hiver
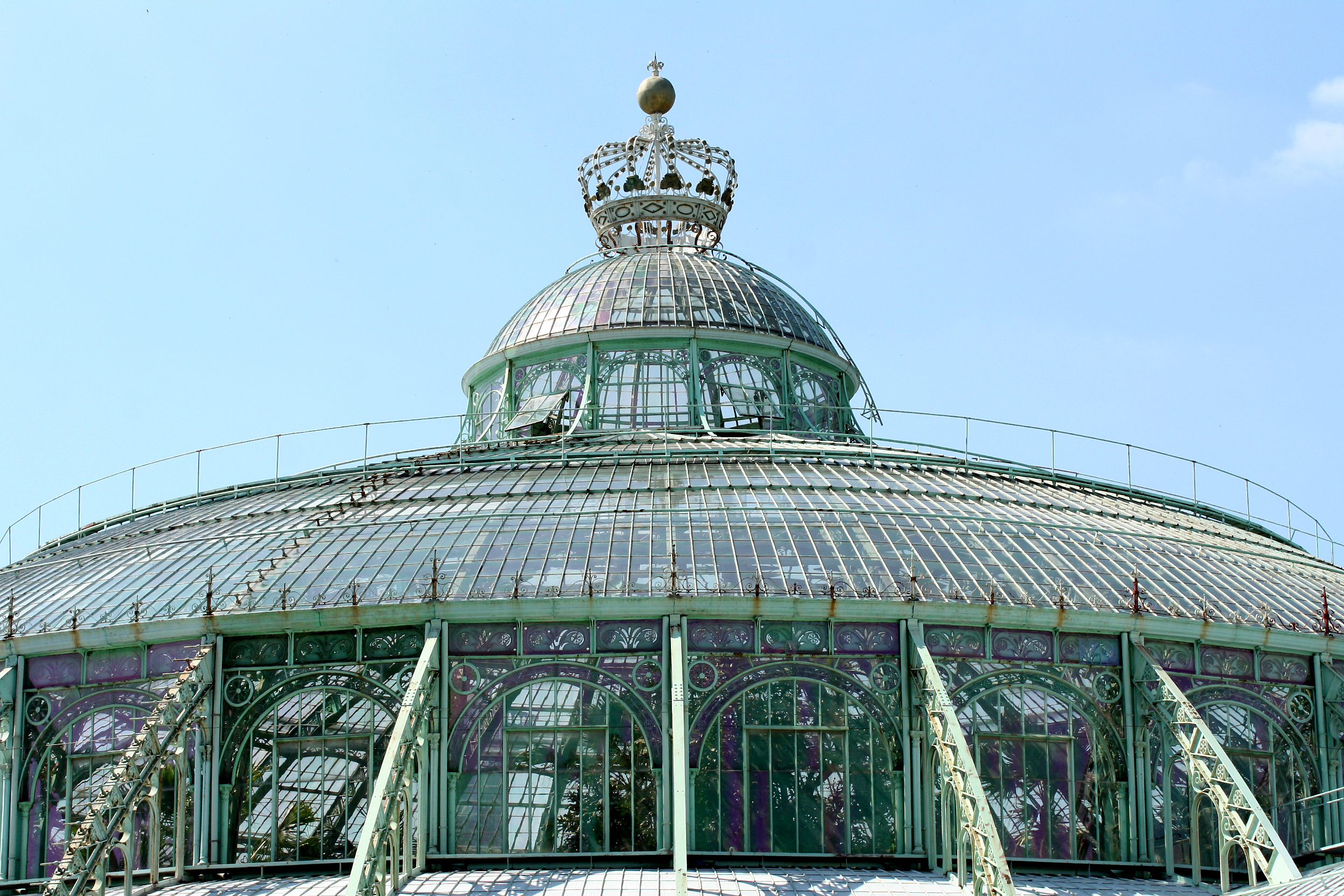
Détail du Jardin d'hiver
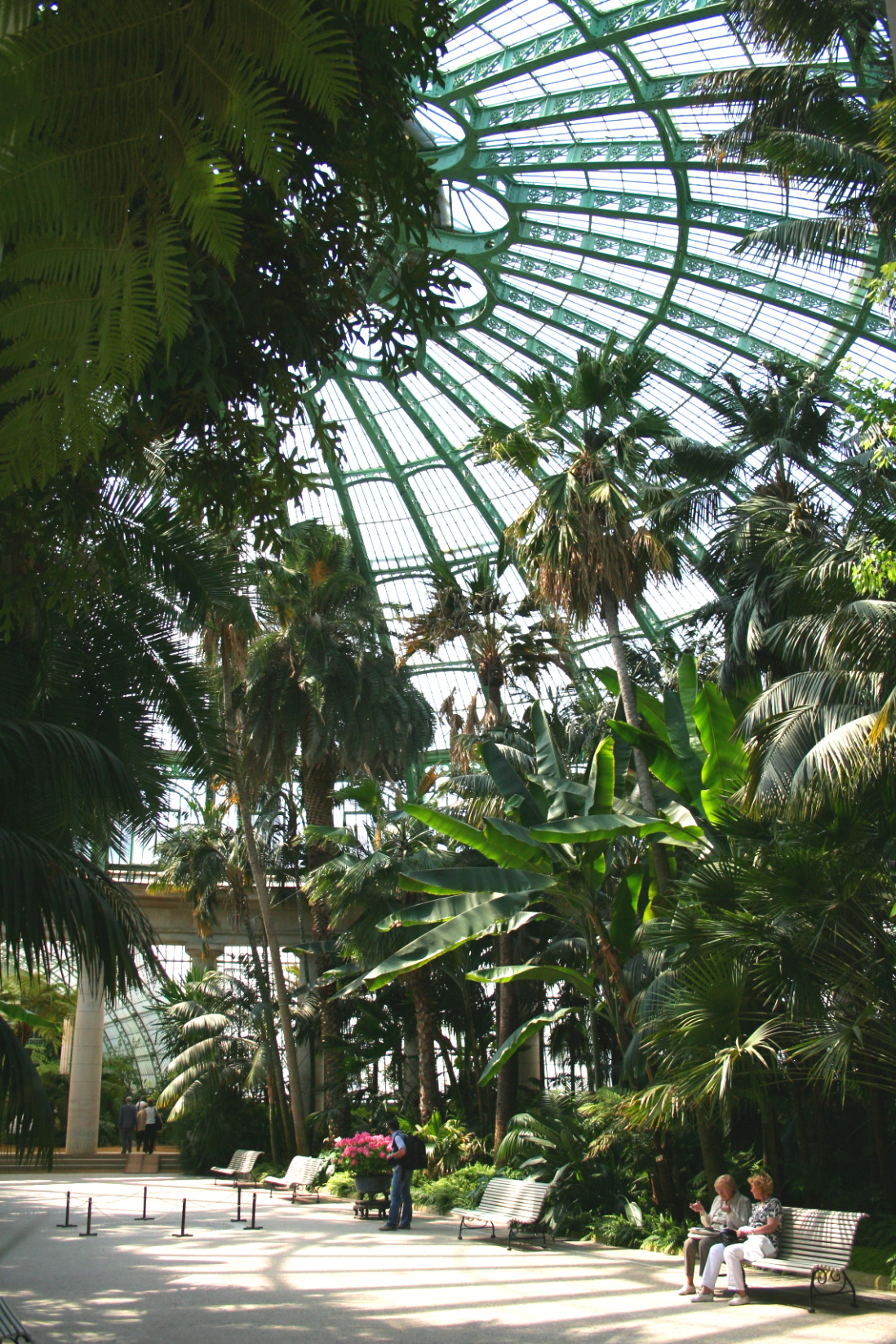
Intérieur du Jardin d'hiver
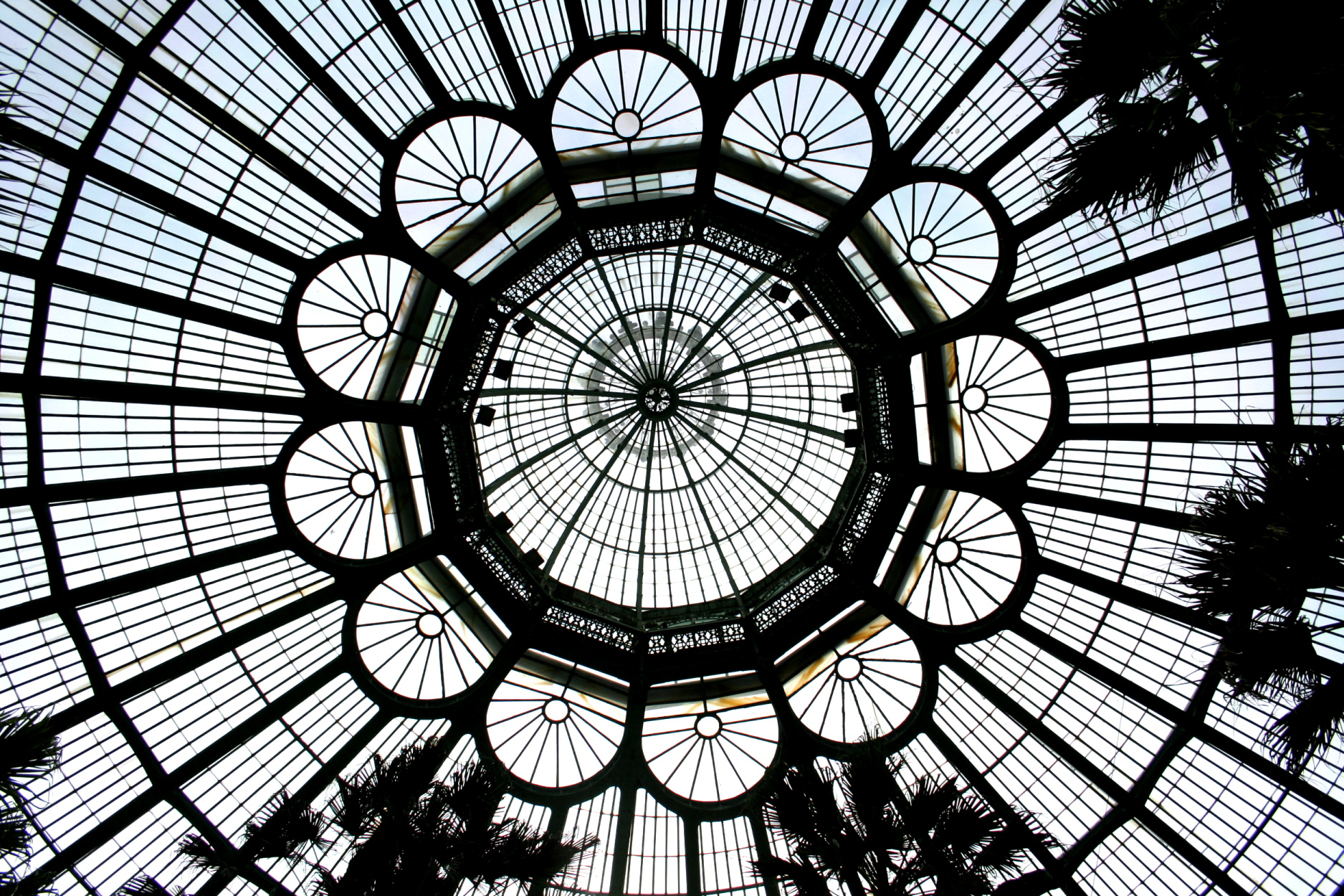
Sous la coupole du Jardin d'hiver
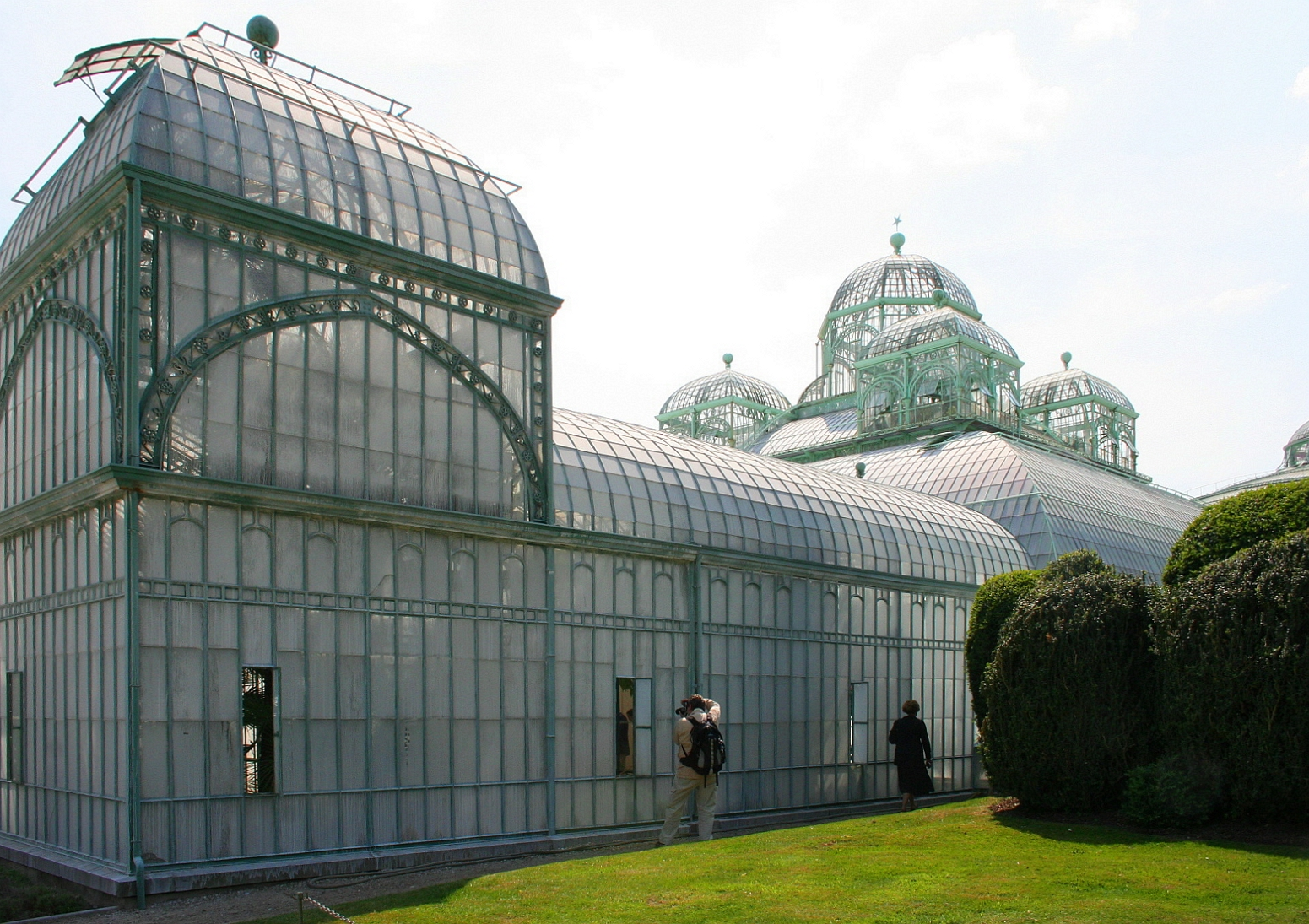
Embarcadère et serre du Congo
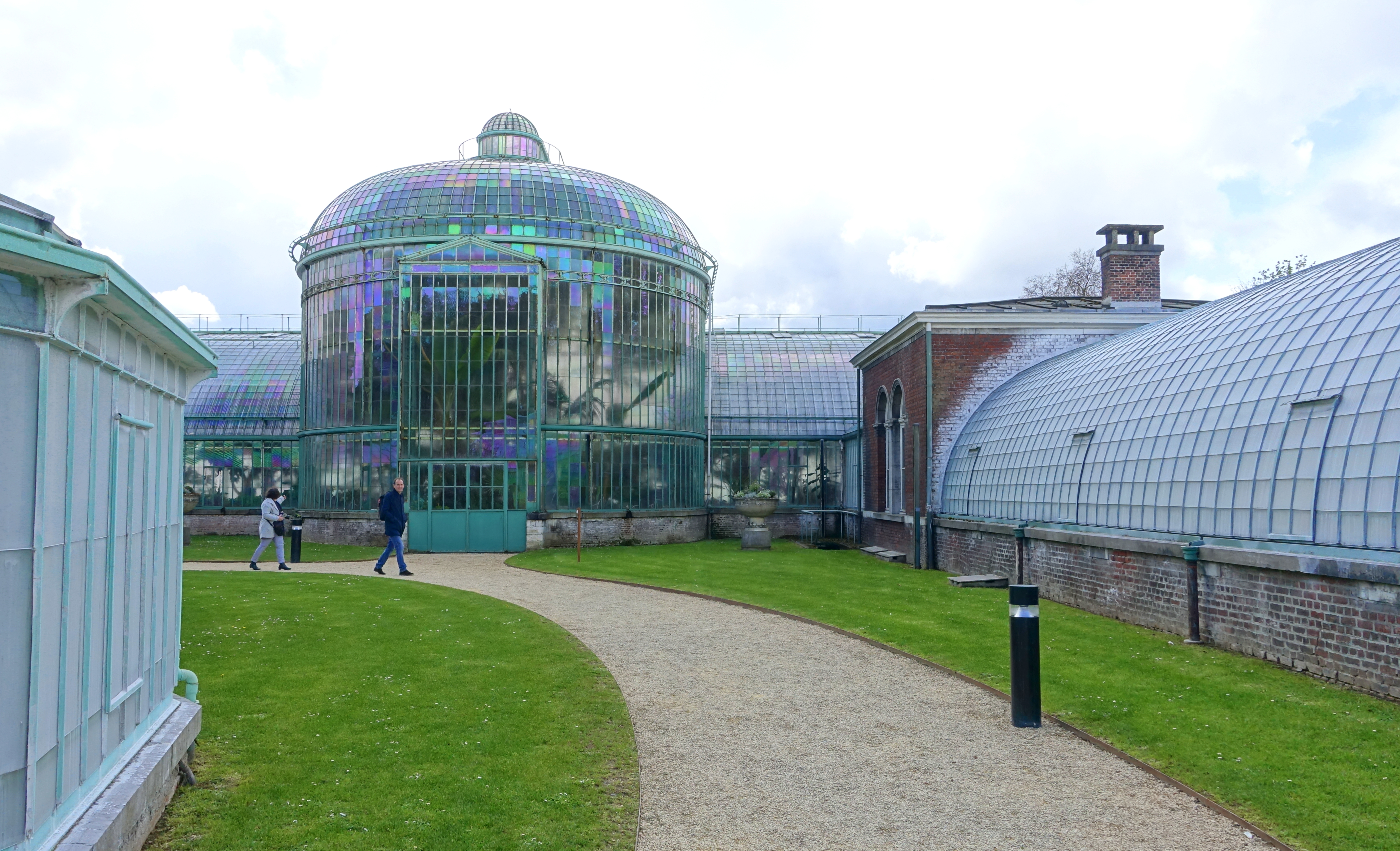
Vue des serres
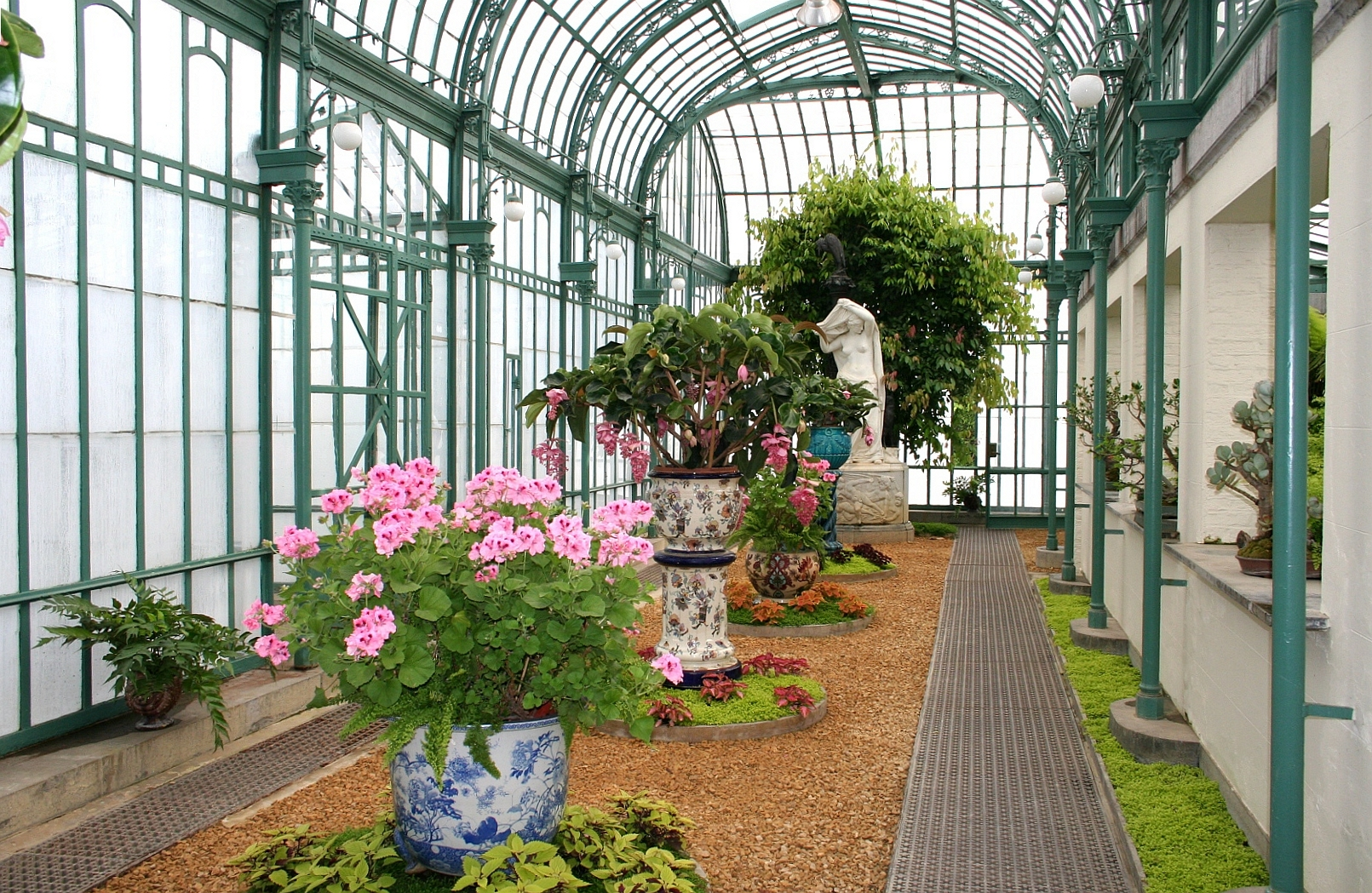
Intérieur de l'Embarcadère
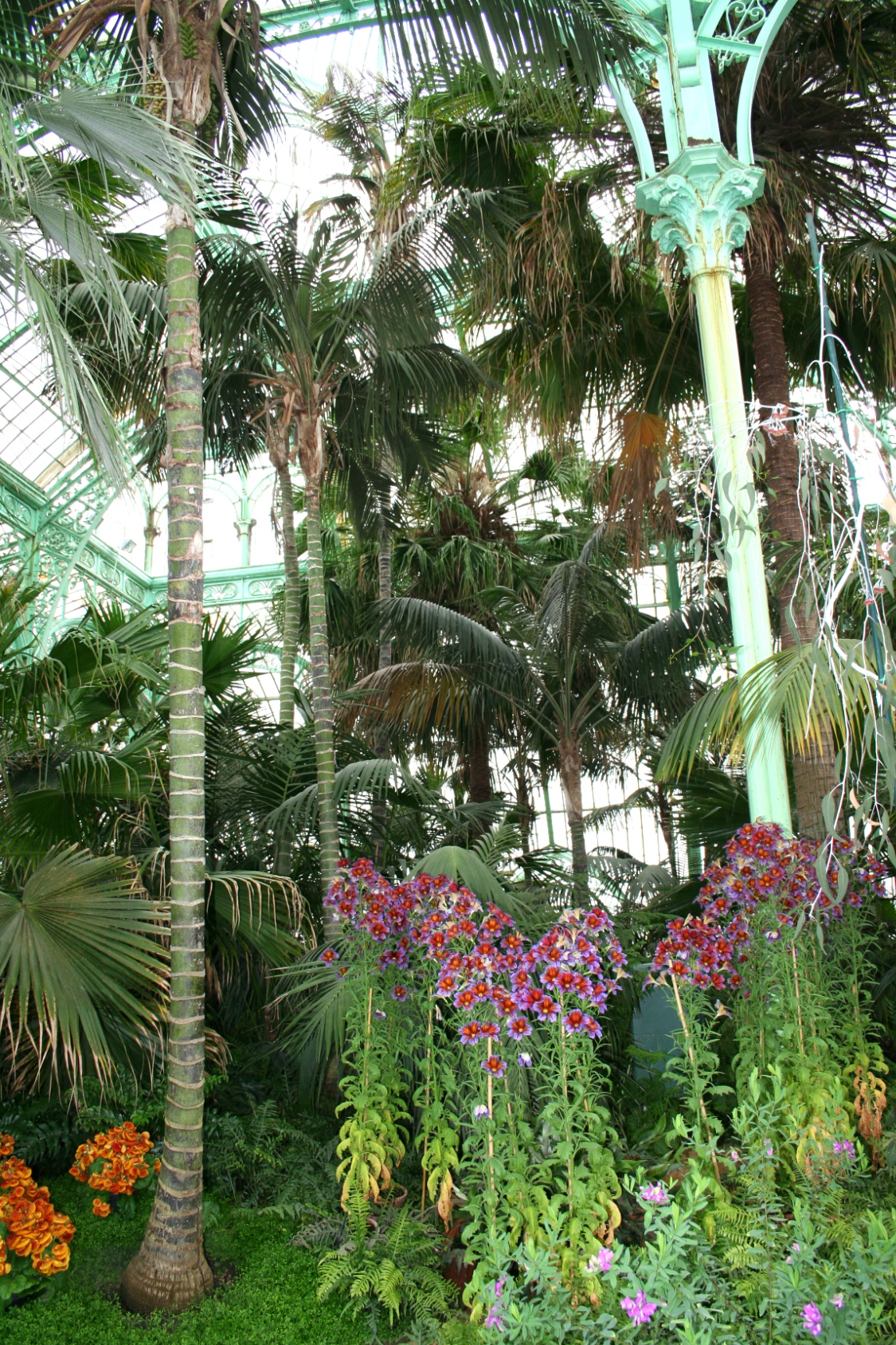
Intérieur de la serre du Congo
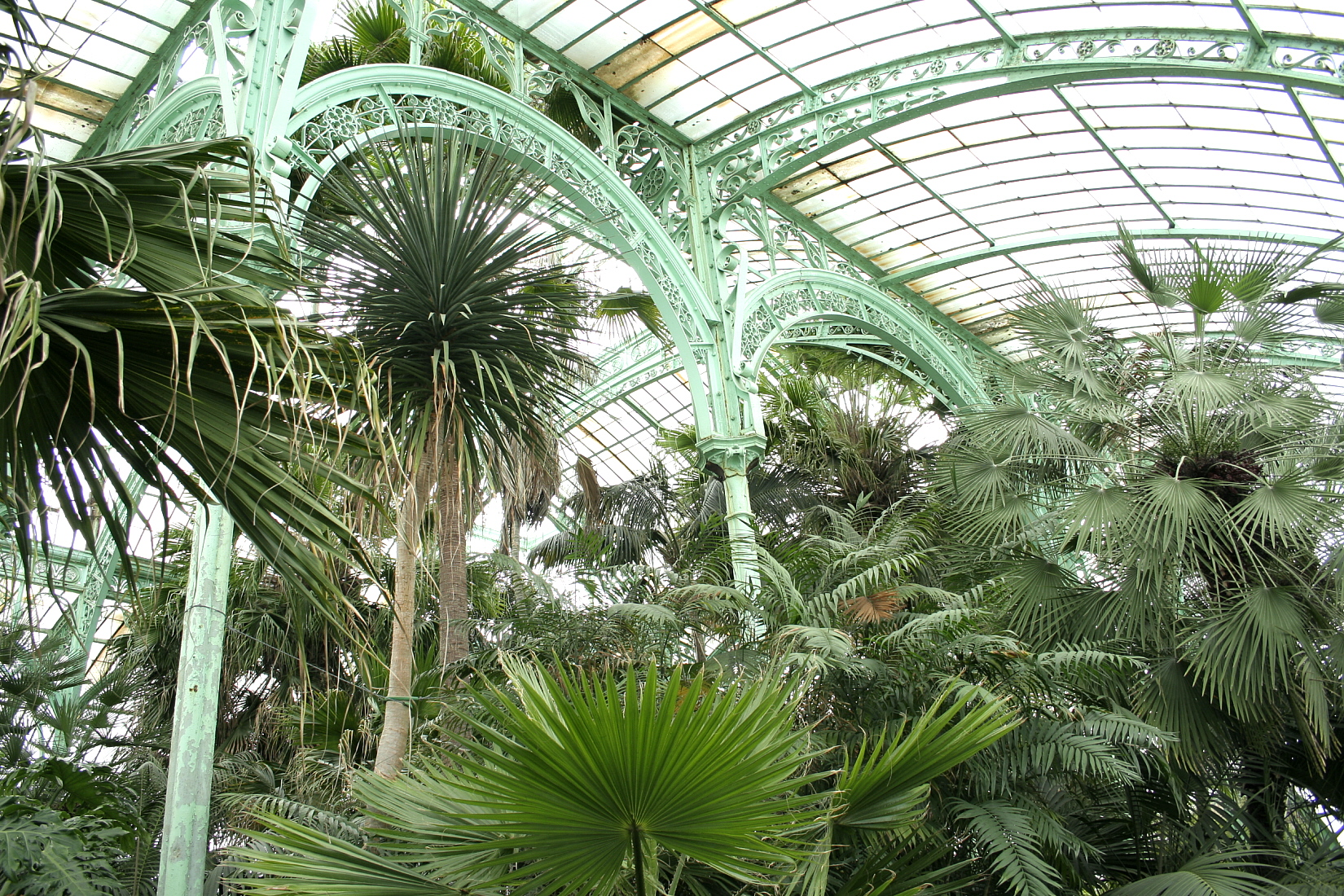
Intérieur de la serre du Congo
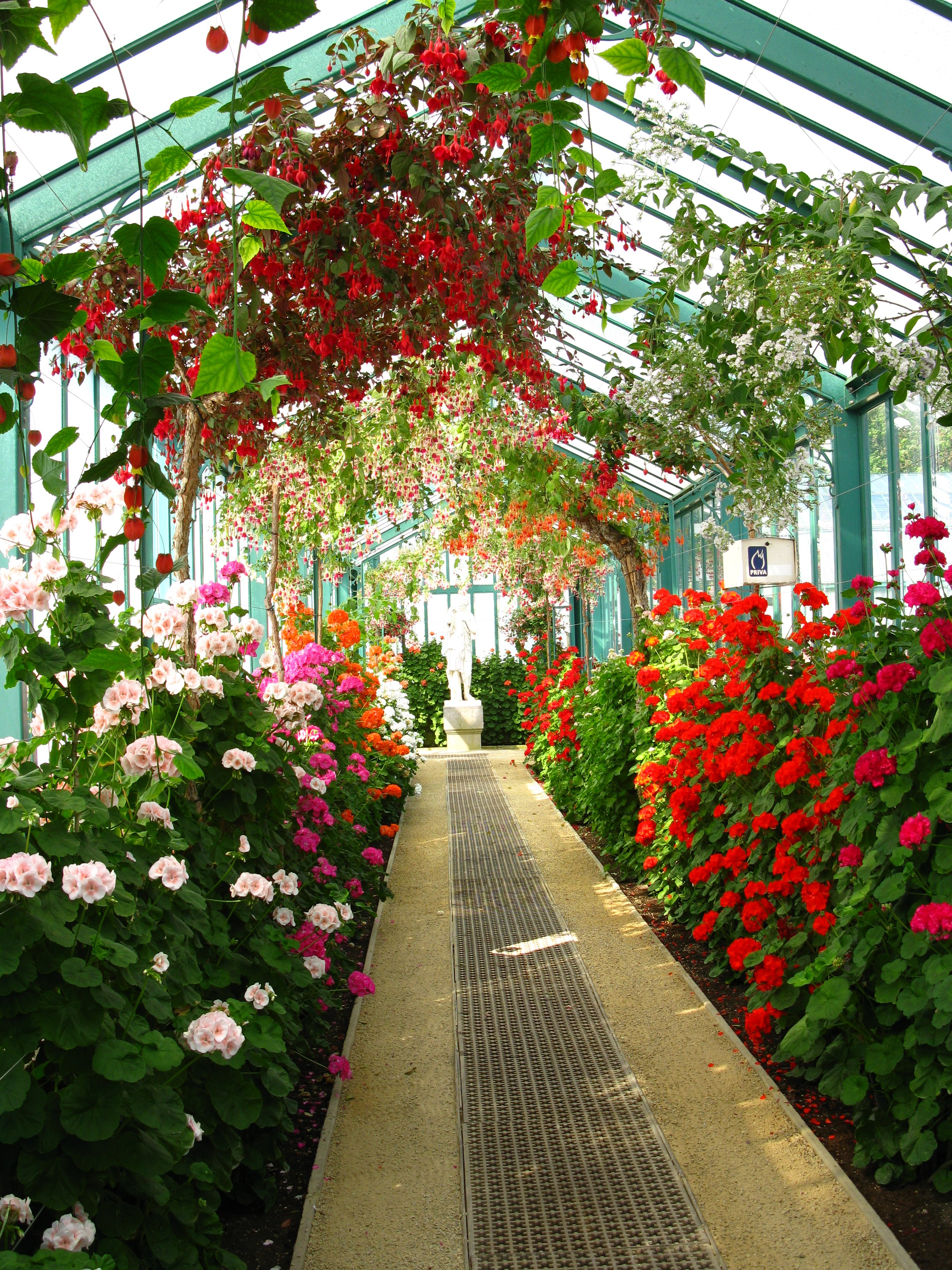
Galerie de géraniums et fuchsias
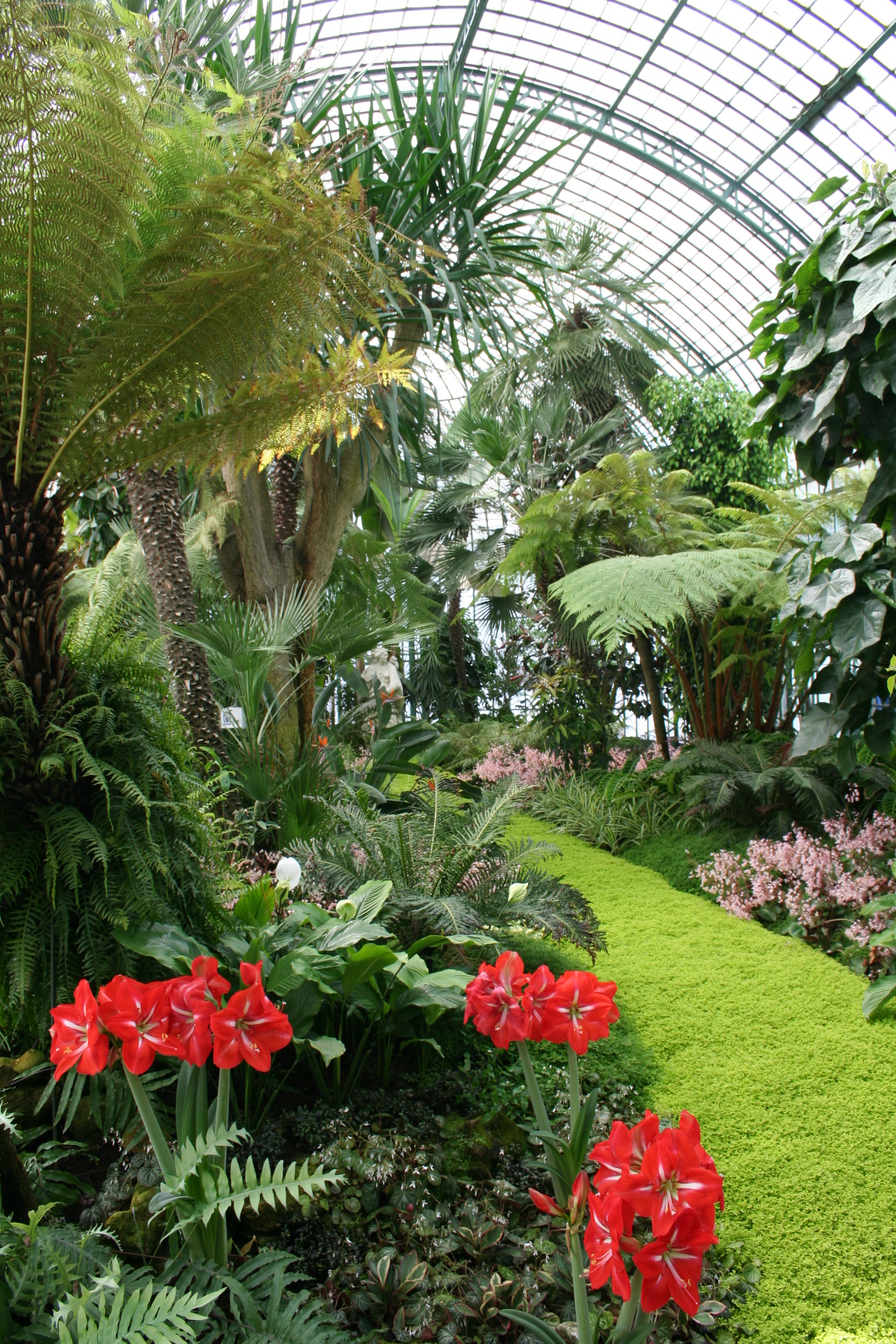
Intérieur de la serre de Diane
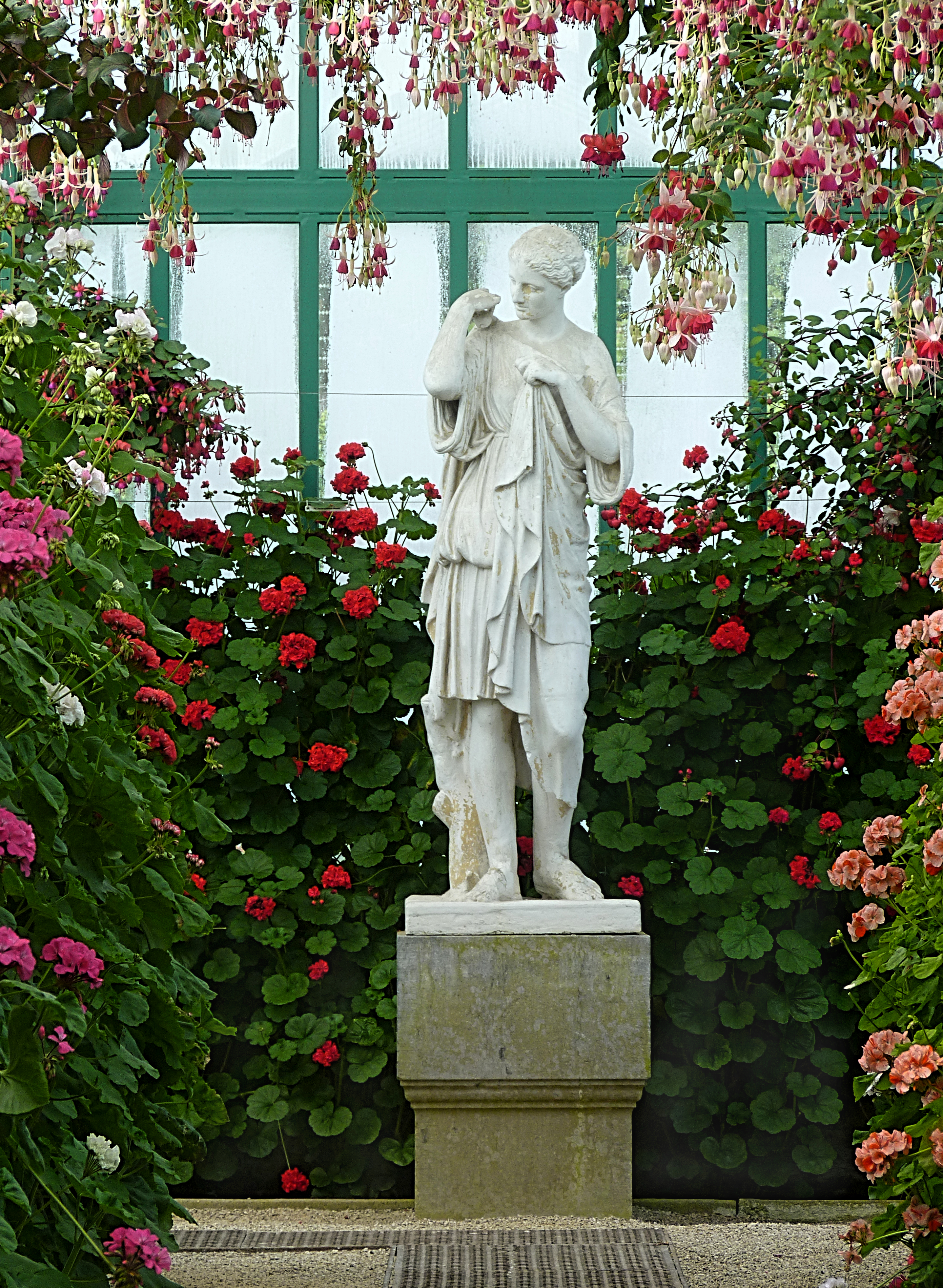
Statue de Diane
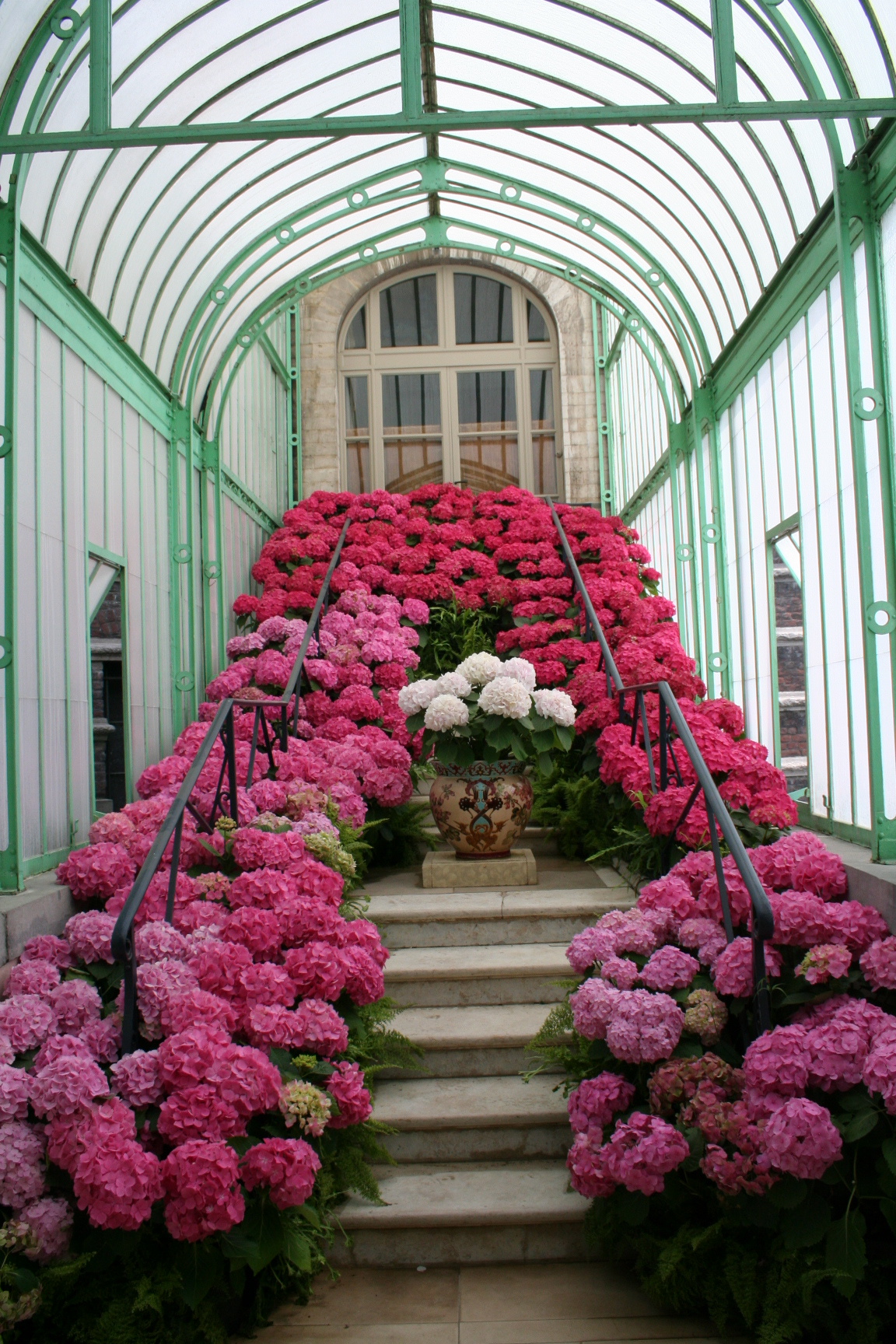
Escalier vers le pavillon des Palmiers
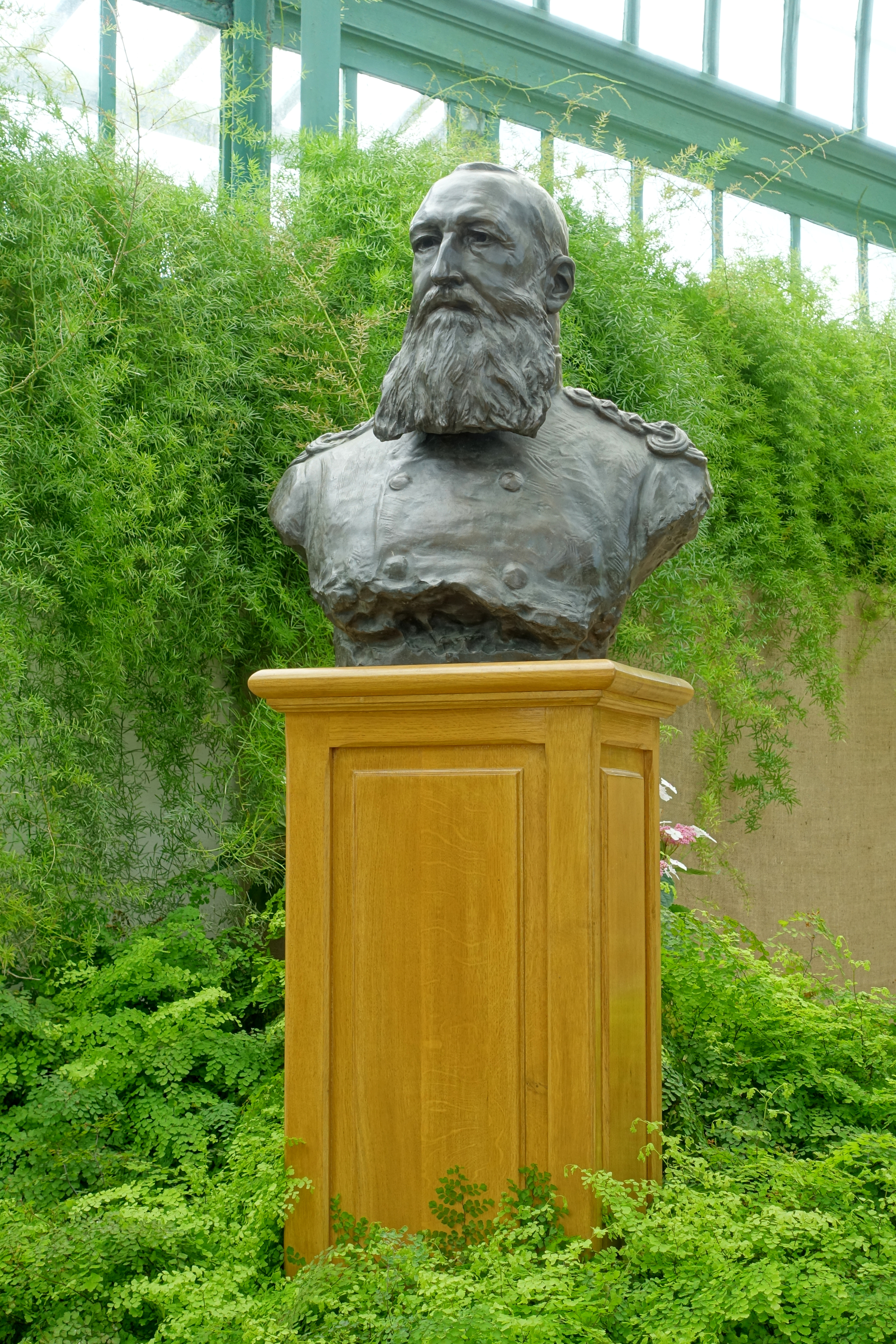
Buste de Léopold II